# Temporada 2008 de Superleague Fórmula
La temporada 2008 de la Superleague Formula fue la primera en realizarse tras la aprobación de la FIA en el 2005. Comenzó oficialmente el 31 de agosto de 2008 en Donington Park y finalizó el 23 de noviembre en el Circuito de Jerez.
En los 18 coches de la parrilla corrieron pilotos A1GP y GP2, así como dos ex pilotos de Fórmula 1, Robert Doornbos y Antônio Pizzonia.
Beijing Guoan, dirigido bajo el ex equipo de Fórmula1 Zakspeed con el piloto Davide Rigon, finalmente se coronó como el primer campeón en el último evento de la temporada.

## Clubes, escuderías y pilotos
- Todos los equipos compiten con neumáticos Michelin.

| Equipo            | Escudería               | N.º | Piloto(s)             | Rondas   |
| ----------------- | ----------------------- | --- | --------------------- | -------- |
| A.C. Milan        | Scuderia Playteam       | 3   | Robert Doornbos       | Todas    |
| Galatasaray S.K.  | Scuderia Playteam       | 4   | Alessandro Pier Guidi | Todas    |
| PSV Eindhoven     | Azerti Motorsport       | 5   | Yelmer Buurman        | Todas    |
| Al Ain            | Azerti Motorsport       | 6   | Andreas Zuber         | 1–2      |
| Al Ain            | Azerti Motorsport       | 6   | Bertrand Baguette     | 3, 6     |
| Al Ain            | Azerti Motorsport       | 6   | Paul Meijer           | 4        |
| Al Ain            | Azerti Motorsport       | 6   | Dominick Muermans     | 5        |
| CR Flamengo       | Team Astromega          | 7   | Tuka Rocha            | Todas    |
| R.S.C. Anderlecht | Team Astromega          | 8   | Craig Dolby           | Todas    |
| Olympiacos CFP    | GU-Racing International | 9   | Kasper Andersen       | 1–4      |
| Olympiacos CFP    | GU-Racing International | 9   | Stamatis Katsimis     | 5–6      |
| FC Basel 1893     | GU-Racing International | 10  | Max Wissel            | Todas    |
| Borussia Dortmund | Zakspeed                | 11  | Nelson Philippe       | 1–2      |
| Borussia Dortmund | Zakspeed                | 11  | Paul Meijer           | 3        |
| Borussia Dortmund | Zakspeed                | 11  | Enrico Toccacelo      | 4–5      |
| Borussia Dortmund | Zakspeed                | 11  | James Walker          | 6        |
| Beijing Guoan     | Zakspeed                | 12  | Davide Rigon          | Todas    |
| SC Corinthians    | EuroInternational       | 14  | Andy Soucek           | 1        |
| SC Corinthians    | EuroInternational       | 14  | Antônio Pizzonia      | 2–6      |
| Atlético Madrid   | EuroInternational       | 15  | Andy Soucek           | 2–6      |
| F.C. Porto        | Alan Docking Racing     | 16  | Tristan Gommendy      | 1–4      |
| Rangers F.C.      | Alan Docking Racing     | 17  | Ryan Dalziel          | 1, 3–6   |
| Rangers F.C.      | Alan Docking Racing     | 17  | James Walker          | 2        |
| Sevilla FC        | GTA Motor Competición   | 18  | Borja García          | Todas    |
| Tottenham Hotspur | GTA Motor Competición   | 19  | Duncan Tappy          | 1–3, 5–6 |
| Tottenham Hotspur | GTA Motor Competición   | 19  | Dominik Jackson       | 4        |
| F.C. Porto        | Hitech Junior Team      | 16  | Tristan Gommendy      | 5–6      |
| Liverpool F.C.    | Hitech Junior Team      | 21  | Adrián Vallés         | Todas    |
| A.S. Roma         | FMS International       | 22  | Enrico Toccacelo      | 1–3      |
| A.S. Roma         | FMS International       | 22  | Franck Perera         | 4–6      |

- No se dieron los números 1 y 2 porque es la 1a temporada.
- Los coches 16 y 17 corrieron por parte de la escudería Team West-Tec durante la pretemporada.
- Atlético Madrid entró en la competición a partir de la 2a ronda.
- FC Porto cambió de escudería de Alan Docking Racing a Hitech Racing a partir de la 5ª ronda.

## Calendario 2008
| Carrera | Carrera    | Circuito       | Fecha            | Pole Position     | Vuelta Rápida     | Equipo Ganador    |
| ------- | ---------- | -------------- | ---------------- | ----------------- | ----------------- | ----------------- |
| 1       | 1ª Carrera | Donington Park | 31 de agosto     | Beijing Guoan     | Beijing Guoan     | Beijing Guoan     |
| 1       | 1ª Carrera | Donington Park | 31 de agosto     | Davide Rigon      | Davide Rigon      | Davide Rigon      |
| 1       | 2ª Carrera | Donington Park | 31 de agosto     | CR Flamengo       | PSV Eindhoven     | Sevilla FC        |
| 1       | 2ª Carrera | Donington Park | 31 de agosto     | Tuka Rocha        | Yelmer Buurman    | Borja García      |
| 2       | 1ª Carrera | Nürburgring    | 21 de septiembre | A.C. Milan        | PSV Eindhoven     | A.C. Milan        |
| 2       | 1ª Carrera | Nürburgring    | 21 de septiembre | Robert Doornbos   | Yelmer Buurman    | Robert Doornbos   |
| 2       | 2ª Carrera | Nürburgring    | 21 de septiembre | A.S. Roma         | SC Corinthians    | PSV Eindhoven     |
| 2       | 2ª Carrera | Nürburgring    | 21 de septiembre | Enrico Toccacelo  | Antônio Pizzonia  | Yelmer Buurman    |
| 3       | 1ª Carrera | Zolder         | 5 de octubre     | Borussia Dortmund | Liverpool F.C.    | Liverpool F.C.    |
| 3       | 1ª Carrera | Zolder         | 5 de octubre     | Paul Meijer       | Adrián Vallés     | Adrián Vallés     |
| 3       | 2ª Carrera | Zolder         | 5 de octubre     | A.C. Milan        | Atlético Madrid   | Beijing Guoan     |
| 3       | 2ª Carrera | Zolder         | 5 de octubre     | Robert Doornbos   | Andy Soucek       | Davide Rigon      |
| 4       | 1ª Carrera | Estoril        | 19 de octubre    | A.S. Roma         | Atlético Madrid   | Liverpool F.C.    |
| 4       | 1ª Carrera | Estoril        | 19 de octubre    | Franck Perera     | Andy Soucek       | Adrián Vallés     |
| 4       | 2ª Carrera | Estoril        | 19 de octubre    | FC Basel          | Borussia Dortmund | Al-Ain FC         |
| 4       | 2ª Carrera | Estoril        | 19 de octubre    | Max Wissel        | Enrico Toccacelo  | Paul Meijer       |
| 5       | 1ª Carrera | Vallelunga     | 2 de noviembre   | Liverpool FC      | Beijing Guoan     | Beijing Guoan     |
| 5       | 1ª Carrera | Vallelunga     | 2 de noviembre   | Adrián Vallés     | Davide Rigon      | Davide Rigon      |
| 5       | 2ª Carrera | Vallelunga     | 2 de noviembre   | Borussia Dortmund | Atlético Madrid   | FC Porto          |
| 5       | 2ª Carrera | Vallelunga     | 2 de noviembre   | Enrico Toccacelo  | Andy Soucek       | Tristan Gommendy  |
| 6       | 1ª Carrera | Jerez          | 23 de noviembre  | Liverpool FC      | RSC Anderlecht    | AC Milan          |
| 6       | 1ª Carrera | Jerez          | 23 de noviembre  | Adrián Vallés     | Craig Dolby       | Robert Doornbos   |
| 6       | 2ª Carrera | Jerez          | 23 de noviembre  | Galatasaray       | Beijing Guoan     | Borussia Dortmund |
| 6       | 2ª Carrera | Jerez          | 23 de noviembre  | A. Pier Guidi     | Davide Rigon      | Paul Meijer       |

## Sistema de Puntuación
| Posición | 1º | 2º | 3º | 4.º | 5.º | 6.º | 7.º | 8.º | 9.º | 10.º | 11.º | 12.º | 13.º | 14.º | 15.º | 16.º | 17.º | 18.º | 19.º | 20.º | 21º | 22º | Ret |
| Puntos   | 50 | 45 | 40 | 36  | 32  | 29  | 26  | 23  | 20  | 18   | 16   | 14   | 12   | 10   | 8    | 7    | 6    | 5    | 4    | 3    | 2   | 1   | 0   |

## Resultados de la Temporada
(Carreras en negrita indica pole position, carreras en cursiva indica vuelta rápida)
| Pos | Club              | Pilotos               | DON | DON | NÜR | NÜR | ZOL | ZOL | EST | EST | VAL | VAL | JER | JER | Pts |
| Pos | Club              | Pilotos               | R1  | R2  | R1  | R2  | R1  | R2  | R1  | R2  | R1  | R2  | R1  | R2  | Pts |
| --- | ----------------- | --------------------- | --- | --- | --- | --- | --- | --- | --- | --- | --- | --- | --- | --- | --- |
| 1   | Beijing Guoan     | Davide Rigon          | 1   | 6   | 5   | 3   | 17  | 1   | 5   | 5   | 1   | 5   | 9   | 3   | 413 |
| 2   | PSV Eindhoven     | Yelmer Buurman        | 4   | 8   | 10  | 1   | 7   | 3   | 9   | 8   | 10  | 3   | 8   | 9   | 337 |
| 3   | A.C. Milan        | Robert Doornbos       | 17  | DNP | 1   | 6   | 18  | 4   | 2   | 2   | 2   | 17  | 1   | 10  | 335 |
| 4   | Liverpool F.C.    | Adrián Vallés         | 5   | 3   | 14  | 14  | 1   | 6   | 1   | 12  | 9   | 4   | 7   | 15  | 325 |
| 5   | A.S. Roma         | Enrico Toccacelo      | 2   | 10  | 17  | 4   | 13  | 7   |     |     |     |     |     |     | 307 |
| 5   | A.S. Roma         | Franck Perera         |     |     |     |     |     |     | 3   | 16  | 15  | 2   | 5   | 5   | 307 |
| 6   | R.S.C. Anderlecht | Craig Dolby           | 14  | 16  | 2   | 2   | 2   | 16  | 14  | 9   | 7   | 6   | 4   | 8   | 303 |
| 7   | F.C. Porto        | Tristan Gommendy      | 7   | 9   | 8   | 5   | 6   | 15  | 16  | DN  | 8   | 1   | 2   | 12  | 277 |
| 8   | Galatasaray S.K.  | Alessandro Pier Guidi | 13  | 13  | 3   | 7   | 14  | 12  | 7   | 3   | 3   | 11  | 18  | 4   | 277 |
| 9   | SC Corinthians    | Andy Soucek           | 11  | 12  |     |     |     |     |     |     |     |     |     |     | 264 |
| 9   | SC Corinthians    | Antônio Pizzonia      |     |     | 7   | 10  | 10  | 18  | 4   | 4   | 6   | 16  | 12  | 2   | 264 |
| 10  | Sevilla FC        | Borja García          | 10  | 1   | 6   | 8   | 16  | 8   | 8   | 7   | 17  | 13  | 6   | 11  | 262 |
| 11  | Tottenham Hotspur | Duncan Tappy          | 3   | 5   | 13  | 17  | 12  | 2   |     |     | 11  | 10  | 3   | 14  | 257 |
| 11  | Tottenham Hotspur | Dominik Jackson       |     |     |     |     |     |     | 15  | 11  |     |     |     |     | 257 |
| 12  | Al Ain            | Andreas Zuber         | 6   | 15  | 11  | 11  |     |     |     |     |     |     |     |     | 244 |
| 12  | Al Ain            | Bertrand Baguette     |     |     |     |     | 11  | 10  |     |     |     |     | 10  | 7   | 244 |
| 12  | Al Ain            | Paul Meijer           |     |     |     |     |     |     | 12  | 1   |     |     |     |     | 244 |
| 12  | Al Ain            | Dominick Muermans     |     |     |     |     |     |     |     |     | 14  | 8   |     |     | 244 |
| 13  | Rangers F.C.      | Ryan Dalziel          | 8   | 14  |     |     | 8   | 17  | 13  | 15  | 5   | 7   | 15  | 6   | 227 |
| 13  | Rangers F.C.      | James Walker          |     |     | 4   | 12  |     |     |     |     |     |     |     |     | 227 |
| 14  | Borussia Dortmund | Nelson Philippe       | 15  | 4   | 15  | DN  |     |     |     |     |     |     |     |     | 218 |
| 14  | Borussia Dortmund | Paul Meijer           |     |     |     |     | 3   | 11  |     |     |     |     |     |     | 218 |
| 14  | Borussia Dortmund | Enrico Toccacelo      |     |     |     |     |     |     | 17  | 6   | 18  | 14  |     |     | 218 |
| 14  | Borussia Dortmund | James Walker          |     |     |     |     |     |     |     |     |     |     | 14  | 1   | 218 |
| 15  | FC Basel 1893     | Max Wissel            | 9   | 7   | 9   | 13  | 4   | 5   | 18  | 14  | 12  | 15  | 11  | 17  | 205 |
| 16  | CR Flamengo       | Tuka Rocha            | 16  | 2   | 16  | 16  | 9   | 14  | 11  | 10  | 4   | 18  | 17  | 13  | 189 |
| 17  | Olympiacos CFP    | Kasper Andersen       | 12  | 11  | 12  | 15  | 15  | 9   | 10  | 13  |     |     |     |     | 161 |
| 17  | Olympiacos CFP    | Stamatis Katsimis     |     |     |     |     |     |     |     |     | 13  | 9   | 13  | 16  | 161 |
| 18  | Atlético Madrid   | Andy Soucek           |     |     | DN  | 9   | 5   | 13  | 6   | 17  | 16  | 12  | 16  | 18  | 132 |
| Pos | Club              | Pilotos               | R1  | R2  | R1  | R2  | R1  | R2  | R1  | R2  | R1  | R2  | R1  | R2  | Pts |
| Pos | Club              | Pilotos               | DON | DON | NÜR | NÜR | ZOL | ZOL | EST | EST | VAL | VAL | JER | JER | Pts |

| Color     | Resultado                        |
| --------- | -------------------------------- |
| Oro       | Ganador                          |
| Plata     | 2.ª plaza                        |
| Bronce    | 3.ª plaza                        |
| Verde     | Finalizó en los puntos           |
| Azul      | Finalizó sin puntos              |
| Azul      | NC - No clasificado              |
| Violeta   | Ret - No terminó (Carrera)       |
| Rojo      | DNQ - No se clasificó            |
| Negro     | DSQ - Descalificado              |
| Blanco    | DNS - No empezó (carrera)        |
| Blanco    | WD - Retirado (fin de semana)    |
| Blanco    | C - Carrera cancelada            |
| Sin color | DNP - Inscrito pero no participó |
| Sin color | INJ - Lesionado                  |
| Sin color | EX - Excluido                    |

R1 = Carrera 1.

R2 = Carrera 2.